# Henry Clay (wioślarz)
John Henry Clay (ur. 20 marca 1955 w Londynie) – brytyjski wioślarz, srebrny medalista igrzysk olimpijskich.

## Kariera
W 1973 zdobył srebrny medal w dwójkach bez sternika na mistrzostwach świata juniorów w Nottingham. 
Kształcił się na University of Cambridge. Trzykrotnie brał udział w The Boat Race: w latach 1974 i 1976 ponosił porażki, a w 1975 odniósł zwycięstwo. 
Wystąpił na igrzyskach olimpijskich w Montrealu w 1976, zajmując 12. miejsce w dwójkach bez sternika. Na rozgrywanych cztery lata później igrzyskach olimpijskich w Moskwie osada Wielkiej Brytanii w składzie: Duncan McDougall, Allan Whitwell, Henry Clay, Chris Mahoney, Andrew Justice, John Pritchard, Malcolm McGowan, Richard Stanhope i Colin Moynihan (sternik) zdobyła srebrny medal w ósemkach. W finale uplasowali się o 2,87 sekundy za osadą NRD i o 0,74 sekundy przed osadą ZSRR. 